# Augusto Pola
Augusto Pola (Poggio Renatico, 15 novembre 1921 – Zaritskanka, 24 settembre 1941) è stato un militare italiano, decorato con la medaglia d'oro al valor militare alla memoria durante il corso della seconda guerra mondiale.

## Biografia
Nacque a Poggio Renatico il 15 novembre 1921, figlio di Giuseppe, all'interno di una numerosa famiglia contadina. Esercitò tale mestiere fin dalla gioventù, divenendo anche un discreto atleta distintosi in numerose gare a livello regionale. Nell'aprile 1941, in piena seconda guerra mondiale, venne chiamato a prestare servizio militare di leva, assegnato al Regio Esercito, arma di fanteria. Dopo l'addestramento preliminare entrò in servizio all'11ª Compagnia del 79º Reggimento fanteria, 9ª Divisione fanteria "Pasubio". Nel mese di luglio, partì con la sua unità, per in fronte orientale, a seguito del CSIR. Cadde in combattimento il 24 settembre 1941 a Zaritskanka.  Per onorarne il coraggio in questo frangente venne decretata la concessione della medaglia d'oro al valor militare alla memoria.

### Fonti
1. 1 2  Gruppo Medaglie d'Oro al Valor Militare 1965, p. 721.
2. 1 2 3 4  Combattenti Liberazione.
3. 1 2 3  Bertelli 2012, p. 38.
4. ↑   Augusto Pola, su quirinale.it. URL consultato il 16 maggio 2019.
5. ↑  Registrato alla Corte dei conti lì 1 luglio 1949, Esercito registro 19, foglio 112.